# Trychosis picta
Trychosis picta là một loài tò vò trong họ Ichneumonidae.